# Eugène Guinot
Marie François Eugène Guinot (Marsiglia, 8 aprile 1850? – Saint-Germain-en-Laye, 19 febbraio 1861) è stato uno scrittore, drammaturgo e opinionista francese, inventore della cronaca parigina.

## Biografia
Guinot ha studiato al Lycée Thiers di Marsiglia, dove si è distinto per il suo talento di scrittore.
Ha iniziato la carriera sul quotidiano degli spettacoli Vert-Vert come Anténor Joly; talora non firmava i suoi articoli, eppure, sotto il velo leggero di cui si circondava, tutti indovinavano l'identità di Eugène Guinot. Collaboratore, tra gli altri, della Revue de Paris poi dell'Europe littéraire e di Le Siècle, con il nome di "Pierre Durand", fu a lungo, con Louis Lurine e Marie Aycard, l'autore di feuilleton del Courrier français. Uno di questi feuilleton, che ebbe un grande successo, L'Écu de cent sous, scritto da Marie Aycard, è stato poi ristampato (per errore) sotto il nome di Eugène Guinot per la pubblicazione su oltre 416 giornali nel mondo intero, talora anche anonimo. Autore di numerosi romanzi a puntate, scrittore in voga all'epoca, pubblicando con importanti editori come Hetzel, Hachette o Michel Lévy tra gli altri, le sue opere teatrali, scritte sotto il nome di "Paul Vermond", furono rappresentate sui più grandi palcoscenici del XIX secolo: Théâtre des Variétés, Théâtre du Vaudeville, ginnasio-teatro drammatico, ecc.

## Opere

### Teatro
- 1837: Suzanne, commedia-vaudeville in 2 atti, con Mélesville e Roger de Beauvoir;[7]
- 1839: Lekain à Draguignan, commedia in 2 atti, con Auguste Pittaud de Forges;.
- 1841: Une nuit au sérail, commedia in 3 atti, mista a canto, con de Forges;
- 1842: Les Mémoires du diable, commedia in 3 atti, con Étienne Arago;[8]
- 1843: Jacquot, vaudeville in 1 atto;
- 1843: L'Ogresse, ou Un mois au Pérou, commedia-vaudeville in 2 atti;
- 1844: La Polka, vaudeville in 1 atto, con Frédéric Bérat;
- 1845.: Paris à cheval, revue cavalière in 5 passaggi, con Pierre Carmouche;
- 1845: Un tuteur de vingt ans, commedia-vaudeville in 2 atti, con Mélesville;
- 1847: L'Enfant de l'amour ou les Deux Marquis de Saint-Jacques, commedia-vaudeville in 3 atti, con Jean-François Bayard;
- 1847: La Cour de Biberach, commedia-vaudeville in 1 atto, con Édouard Lafargue;
- 1848: Le Lion et le Rat, commedia-vaudeville in 1 atto, con Adolphe de Leuven;
- 1848: Le Marquis de Lauzun, commedia in 1 atto, mista a distici, con Carmouche;
- 1849: La Belle Cauchoise, commedia-vaudeville in 1 atto, con Gabriel de Lurieu;
- 1849: J'attends un omnibus, vaudeville in 1 atto;
- 1849: La Tasse cassée, commedia-vaudeville in 1 atto, con Lubize;
- 1850: Colombine, ou les Sept péchés capitaux, commedia-vaudeville in 1 atto, con Carmouche;
- 1850: Le Maître d'armes, commedia-vaudeville in 1 atto;
- 1850: La Restauration des Stuarts, dramma storico in 5 atti;
- 1851: Encore des mousquetaires, vaudeville in un atto, con Charles Varin;
- 1851.: Les Aventures de Suzanne, dramma in 5 atti e 8 quadri, con Charles Dupeuty;
- 1851. Jean le Postillon, monologo sulla canzone di F. Bérat, con Carmouche;
- 1852: Scapin, commedia in 1 atto, mista a distici, con Carmouche;
- 1854: Un frère terrible, commedia-vaudeville in 1 atto, con Dupeuty;
- 1857: Un vieux beau, commedia-vaudeville in 1 atto;

### Feuilleton, novelle, scritti vari
- 1840: L'Écu de cent sous, feuilleton-novella;[6].
- 1841; Listrac, feuilleton;
- 1841: Physiologie du provincial à Paris, con Carolus-Duran, illustrazione di Paul Gavarni;
- 1843: Le Bon Œil, feuilleton;
- 1843: Le Bouquet de violettes, feuilleton;
- 1843: Le Chalet, feuilleton;
- 1843: Un héros de roman, feuilleton;
- 1843: Les Maris malheureux, novella;
- 1843: Les Inconvénients de la vertu, feuilleton;
- 1844: L'Ami du ministre, feuilleton;
- 1845: Le Conciliateur, feuilleton;
- 1845: La Famille Wilberston, feuilleton;
- 1845: L'Héritière, novella;
- 1845: Les Succès, feuilleton;
- 1846: La Provence ancienne et moderne;
- 1847: Les Bords du Rhin;
- 1847: L'Amoureux et le Bandit, feuilleton;
- 1847: Le Dévouement d'une femme, feuilleton;
- 1847: Les Exilés de Wissbade, feuilleton;
- 1847: La Femme aux cinq maris, feuilleton;
- 1847: Enghien et la vallée de Montmorency, preceduto da una description historique du parcours du chemin de fer du Nord;
- 1847: Le Pactole, novella;
- 1850: Le Provincial à Paris, illustrazione di Paul Gavarni;
- 1851: Une belle aventurière, feuilleton;
- 1851: Un héros du roman moderne, novella;
- 1851: Une récréation champêtre, novella;
- 1851: Souvenir des eaux de Spa, novella;
- 1852: Chez Dantan, romanzo;
- 1852: Le Mariage forcé, novella;
- 1852: Soirées d'avril, romanzo;
- 1853: A Summer at Baden-Baden;[9]
- 1853: Itinéraire du chemin de fer de Paris à Bruxelles, comprenant l'embranchement de Creil à Saint-Quentin;
- 1854: Promenade au château de Compiègne et aux ruines de Pierrefonds et de Coucy;
- 1855: De Paris à Boulogne, à Calais et à Dunkerque;
- 1857: Les Chiens de Saint Malo, feuilleton;
- 1857: Le Premier Pas, feuilleton;
- 1857: Une victime, feuilleton;
- 1858.: Ce que c'est qu'une Parisienne, Les Maîtresses à Paris, Les Veuves du diable, romanzi, con Léon Gozlan;
- 1861: L'Été à Bade;
- 1869: Le Provincial à Paris, postumo;